# 진천상신초등학교
진천상신초등학교(鎭川上新初等學校)는 대한민국 충청북도 진천군 덕산읍에 있는 공립 초등학교이다.

## 학교 연혁
- 1957년 1월 15일 이월국민학교 신월분교 설치
- 1959년 4월 1일 상신국민학교 개교
- 1962년 2월 13일 제1회 졸업식 거행(38명)
- 1984년 6월 15일 병설유치원 개원
- 1992년 9월 7일 전관 7개 교실 개축
- 1996년 3월 1일 상신초등학교로 개명
- 2006년 11월 7일 상신마을도서관 개관
- 2016년 3월 1일 제22대 김미영 학교장 부임
- 2019년 1월 7일 제58회 졸업식(졸업생총수 2792명)
- 2019년 3월 1일 통폐합 이전 24학급(특수학급 포함) 편성
- 2019년 3월 1일 진천상신초등학교로 교명 변경 및 현 위치로 이전 및 병설유치원 폐교

## 참고 자료
- 진천상신초등학교 - 한국교육학술정보원 학교알리미